# Mariela Scarone
Mariela Carla Scarone (Buenos Aires, 4 de octubre de 1986) es una jugadora argentina de hockey sobre césped. Actualmente se desempeña como volante en el Club Ciudad de Buenos Aires y en la Selección argentina. Becada por la Secretaría de Deportes de la Nación.

## Trayectoria
Mariela comenzó a jugar hockey a los cinco años en el Club Comunicaciones junto a una de sus hermanas, hasta que ambas se mudaron al club Arquitectura. Allí realizó gran parte de las divisiones inferiores, hasta que en 2003 recaló en el club Ciudad de Buenos Aires, donde se desempeña hasta la actualidad. A comienzos del año 2009 debutó en la selección de su país, en un partido amistoso frente a Estados Unidos. Desde entonces es convocada de forma regular por los entrenadores de las Leonas, en los que logró conquistar varios títulos, incluido el Campeonato Mundial 2010, cuatro Champions Trophy (2009, 2010, 2012, 2014), medalla de plata en el Champions Trophy 2011, medalla de plata en los Juegos Panamericanos de 2011 y en los Juegos Olímpicos de Londres 2012, medalla de oro en la Copa Panamericana 2013 disputada en la ciudad de Mendoza, Argentina y medalla de bronce en el Campeonato Mundial 2014.

## Vida personal
Mariela vive en el barrio de Villa Devoto de la Ciudad de Buenos Aires junto a su familia. Estudia profesorado en educación física alternando su carrera como jugadora de hockey. En 2011, un colegio nombró una escuela de hockey en su honor.

## Títulos

### Selección Argentina
- 2009- Medalla de oro en el Champions Trophy (Sídney, Australia).[3]
- 2010- Medalla de oro en el Champions Trophy (Nottingham, Inglaterra).[5]
- 2010- Medalla de oro en el Campeonato Mundial (Rosario, Argentina).[6]
- 2011- Medalla de plata en el Champions Trophy (Ámsterdam, Países Bajos).[6]
- 2011- Medalla de plata en los Juegos Panamericanos de 2011 (Guadalajara, México).[7]
- 2012- Medalla de oro en el Champions Trophy (Rosario, Argentina).[8]
- 2012- Medalla de plata en los Juegos Olímpicos de Londres 2012.[8]
- 2013- Medalla de oro en la Copa Panamericana (Mendoza, Argentina).
- 2014- Medalla de bronce en la Campeonato Mundial (La Haya, Países Bajos).
- 2014- Medalla de oro en el Champions Trophy (Mendoza, Argentina).